# Biathlon na Zimowych Igrzyskach Olimpijskich Młodzieży 2024
Zawody w biathlonie na Zimowych Igrzyskach Olimpijskich Młodzieży 2024 odbyły się w dniach 20–24 stycznia 2024 roku.
Zawodnicy i zawodniczki rywalizowali w czterech konkurencjach: w biegu indywidualnym, pojedynczej sztafecie mieszanej, sprincie oraz w sztafecie mieszanej. Zawody rozgrywane były w koreańskim Gangwon, a areną zmagań było miejscowe Alpensia Biathlon Centre.

## Klasyfikacja medalowa
*   Gospodarz ( Korea Południowa)
| Miejsce | Reprezentacja | Złoto | Srebro | Brąz | Razem |
| ------- | ------------- | ----- | ------ | ---- | ----- |
| 1       | Francja       | 3     | 1      | 1    | 5     |
| 2       | Włochy        | 2     | 0      | 1    | 3     |
| 3       | Czechy        | 1     | 0      | 1    | 2     |
| 4       | Norwegia      | 0     | 2      | 1    | 3     |
| 5       | Niemcy        | 0     | 2      | 0    | 2     |
| 6       | Słowenia      | 0     | 1      | 0    | 1     |
| 7       | Ukraina       | 0     | 0      | 1    | 1     |
| 7       | Słowacja      | 0     | 0      | 1    | 1     |
| Razem   | Razem         | 6     | 6      | 6    | 18    |

## Terminarz
Na podstawie:
| Data             | Godzina | Konkurencja                  | Złoto                                                                             | Srebro                                                            | Brąz                                                                         |
| ---------------- | ------- | ---------------------------- | --------------------------------------------------------------------------------- | ----------------------------------------------------------------- | ---------------------------------------------------------------------------- |
| 20 stycznia 2024 | 11:00   | Bieg indywidualny dziewcząt  | Ilona Plecháčová                                                                  | Marie Keudel                                                      | Nayeli Mariotti Cavagnet                                                     |
| 20 stycznia 2024 | 14:00   | Bieg indywidualny chłopców   | Antonin Guy                                                                       | Storm Veitsle                                                     | Markus Sklenárik                                                             |
| 21 stycznia 2024 | 11:00   | Pojedyncza sztafeta mieszana | Francja Alice Dusserre · Antonin Guy                                              | Niemcy Marie Keudel · Korbinian Kübler                            | Norwegia Eiril Nordbø · Storm Veitsle                                        |
| 23 stycznia 2024 | 10:30   | Sprint chłopców              | Antonin Guy                                                                       | Tov Røysland                                                      | Flavio Guy                                                                   |
| 23 stycznia 2024 | 13:30   | Sprint dziewcząt             | Carlotta Gautero                                                                  | Ela Sever                                                         | Polina Pucko                                                                 |
| 24 stycznia 2024 | 10:30   | Sztafeta mieszana            | Włochy Nayeli Mariotti Cavagnet · Carlotta Gautero · Hannes Bacher · Michel Deval | Francja Alice Dusserre · Louise Roguet · Flavio Guy · Antonin Guy | Czechy Heda Mikolášová · Ilona Plecháčová · Jakub Neuhäuser · Lukáš Kulhánek |